# Liste der Monuments historiques in Avrillé (Maine-et-Loire)
Die Liste der Monuments historiques in Avrillé (Maine-et-Loire) führt die Monuments historiques in der französischen Gemeinde Avrillé auf.

## Liste der Bauwerke
| Bezeichnung                                   | Beschreibung                       | Standort | Kennzeichnung | Schutzstatus | Datum | Bild           |
| --------------------------------------------- | ---------------------------------- | -------- | ------------- | ------------ | ----- | -------------- |
| Ehemaliges Priorat von La Haie aux Bonshommes | Erbaut im 16./17. Jahrhundert      | (Lage)   | PA00108954    | Classé       | 1947  |                |
| Château de la Perrière                        | Schloss, erbaut im 17. Jahrhundert | (Lage)   | PA00108953    | Inscrit      | 1965  | weitere Bilder |
| Windmühle                                     | Erbaut im 17. Jahrhundert (?)      | (Lage)   | PA00108955    | Inscrit      | 1982  | weitere Bilder |

## Liste der Objekte
- Monuments historiques (Objekte) in Avrillé (Maine-et-Loire) in der Base Palissy des französischen Kultusministeriums